# Полум'я

ефект, що виникає при змішуванні води з киплячим парафіном

По́лум'я (заст. і поет. пло́мінь)  — газоподібне середовище, що містить (у ряді випадків) дисперговані конденсовані продукти, в якому відбуваються фізико-хімічні перетворення реагентів, що приводять до світіння, тепловиділення і саморозігріву. Газоподібне середовище полум'я містить заряджені частинки (іони, радикали), що обумовлює наявність електропровідності полум'я і його взаємодії з електромагнітними полями.

## Класифікація

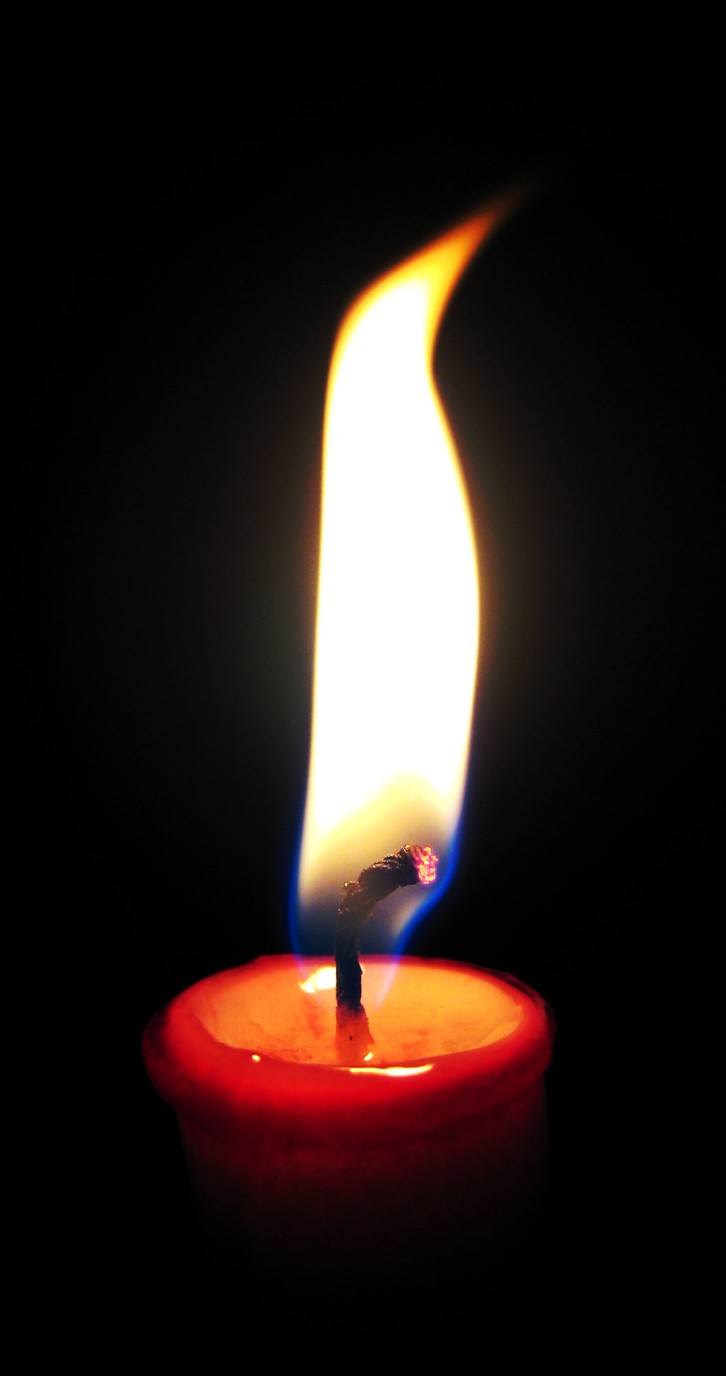
Полум'я свічки.

Полум'я класифікують за:
- агрегатним станом горючих речовин — полум'я газоподібних, рідких, твердих і аеродисперсних реагентів;
- випромінюванням — що світиться, зафарбоване, безбарвне;
- станом середовища «пальне — окислювач» — дифузійне, попередньо змішаних середовищ;
- характеру переміщення реакційного середовища — ламінарне, турбулентне, пульсуюче;
- температурою — холодні, низькотемпературне, високотемпературне;
- швидкості розповсюдження — повільне, швидке;
- висоті — коротке, довге;
- візуального сприйняття — з кіптявою, прозоре, кольорове.

У ламінарному дифузійному полум'ї можна виділити 3 зони (оболонки). Всередині конуса полум'я є:
1. темна зона (300—350 ° C), де горіння не відбувається через нестачу окислювача;
2. зона що світиться, де відбувається термічне розкладання пального та часткове його згоряння (500—800 ° C);
3. зона що ледве світиться, і яка характеризується остаточним згоранням продуктів розкладання пального та макс. температурою (900—1500 ° C).

Температура полум'я залежить від природи горючої речовини та інтенсивності підводу окиснювача. Поширення полум'я по попередньо перемішаному середовищу проходить від кожної точки фронту полум'я по нормалі до поверхні полум'я. Величина швидкості поширення полум'я є основною характеристикою горючого середовища. Вона являє собою мінімально можливу швидкість полум'я. Ці значення відрізняються у різних горючих сумішей — від 0,03 до 15 м/с. Поширення полум'я по реально наявних газоповітряних сумішах завжди ускладнено зовнішніми впливами, зумовленими силами тяжіння, конвективними потоками, тертям і т. д. Тому реальні швидкості розповсюдження полум'я завжди відрізняються від нормальних. Залежно від характеру горіння швидкості розповсюдження полум'я мають такі діапазони величин: при дефлаграційному горінні — до 100 м/с; при вибуховому горінні — від 300 до 1000 м / с; при детонаційному горінні — понад 1000 м/с.

## Звичайне полум'я
Звичайне полум'я, яке ми спостерігаємо під час горіння свічки, полум'я запальнички або сірника, являє собою потік розпечених газів, витягнутий вертикально внаслідок сили Архімеда (гарячі гази прагнуть підійматися вгору).

## Окиснювальне полум'я
Розташоване у верхній, найгарячішій частині полум'я, де горючі речовини практично повністю перетворені на продукти горіння. У даній області полум'я є надлишок кисню і нестача палива, тому поміщені в цю зону речовини інтенсивно окислюються. Найвища температура полум'я є в місці де співвідношення між пальним і окисником є стехіометричним.

## Відновне полум'я
Це частина полум'я, найбільш близько розташована до центра або трохи нижче центру полум'я. У цій області полум'я багато палива і мало кисню для горіння, тому, якщо внести в цю частину полум'я речовину, що містить кисень, то кисень відбирається у речовини. Проілюструвати це можна на прикладі реакції відновлення сульфату барію BaSO4. За допомогою платинової петлі забирають BaSO4 і нагрівають його в відновлювальної частини полум'я спиртового пальника. При цьому сульфат барію відновлюється і утворюється сульфід барію BaS. Тому полум'я і називають відновним.

## Застосування

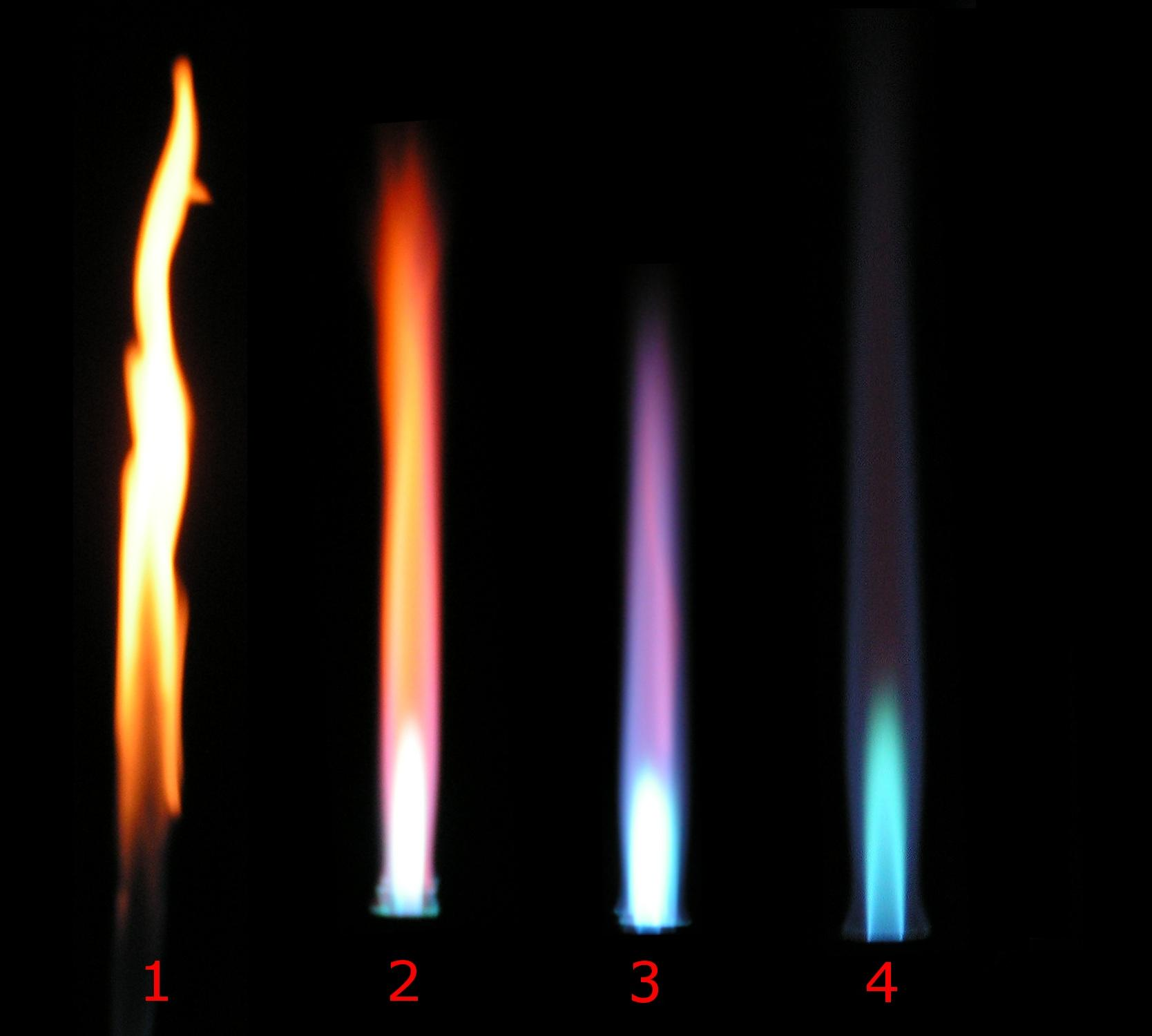
Різний вигляд полум'я у пальнику Бунзена залежить від притоку кисню. Зліва багата паливом суміш без попереднього змішування з киснем горить жовтим і коптить, розсіяне полум'я праворуч бідна паливна суміш з додаванням кисню не створює кіптяви, при цьому колір полум'я визначається домішками.

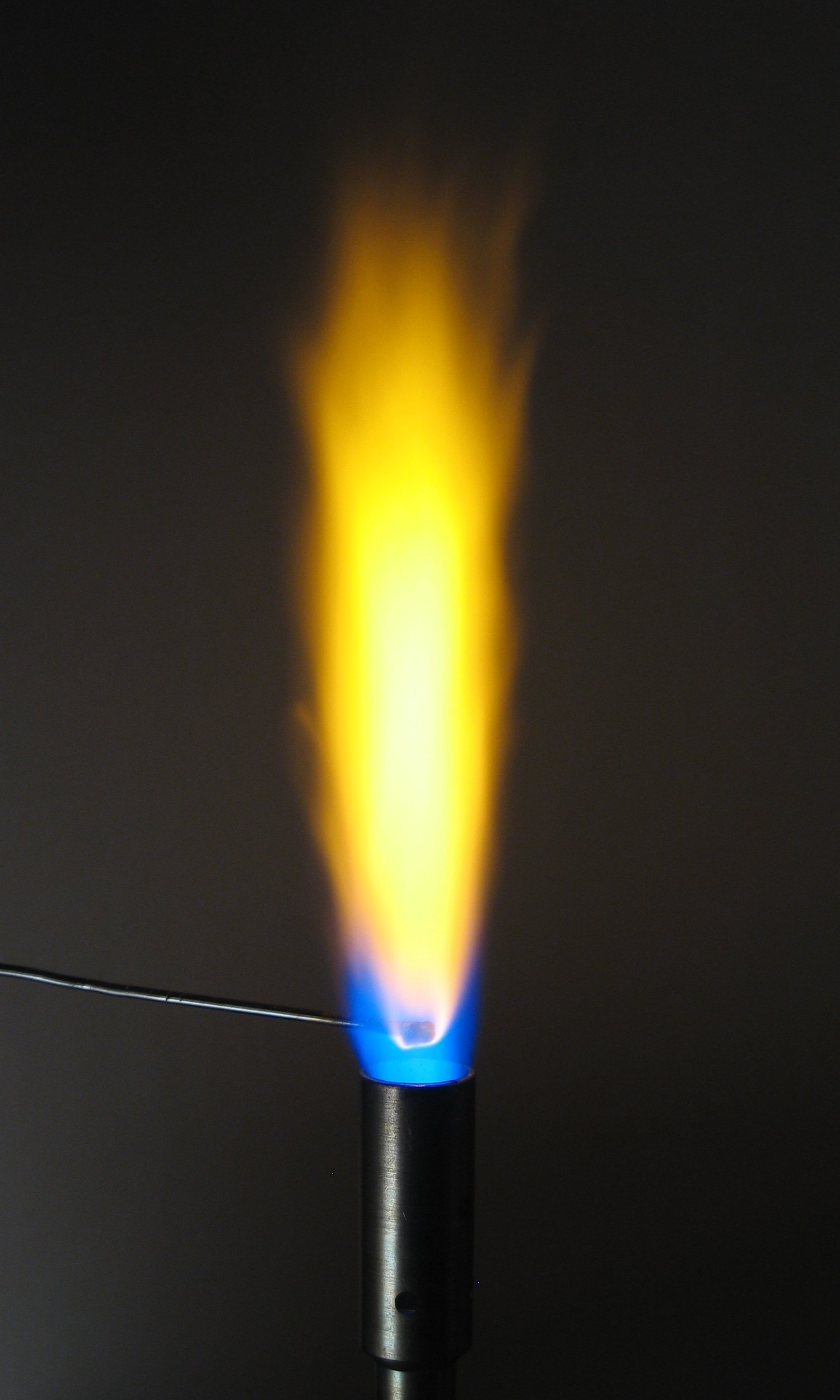
Тест полум'ям на натрій

Колір полум'я залежить від декількох факторів. Найважливіші: температура, наявність у полум'ї мікрочастинок та іонів, що визначають емісійний спектр.
Полум'я (окисне та відновне) використовується в аналітичній хімії, зокрема, при отриманні забарвлених перлів для швидкої ідентифікації мінералів і гірських порід, зокрема в польових умовах, за допомогою паяльної трубки.

## Температури полум'я
| Горючий матеріал        | Температура полум'я (°C)                           |
| ----------------------- | -------------------------------------------------- |
| Деревне вугілля         | 750-1,200                                          |
| Метан (природний газ)   | 900-1,500                                          |
| Пропан, паяльна лампа   | 1,200-1,700                                        |
| Свічка полум'я          | ~1,100 (середня величина), можливо також 1300—1400 |
| Магній                  | 1,900-2,300                                        |
| Водень                  | до ~2,000                                          |
| Ацетилен                | до ~2,300                                          |
| Суміш кисень — ацетилен | Up to ~3,300                                       |
| Полум'я зворотної тяги  | 1,700-1,950                                        |
| Пальник Бунзена         | 900-1,600 (залежить від притоку повітря)           |

| Горючий матеріал             | Максимальна Т. полум'я (°C, на повітрі, дифузійне полум'я) |
| ---------------------------- | ---------------------------------------------------------- |
| Дерево                       | 1027                                                       |
| Бензин                       | 1026                                                       |
| Метанол                      | 1200                                                       |
| Гас                          | 990                                                        |
| Тваринний жир                | 800—900                                                    |
| Деревне вугілля (з піддувом) | 1390                                                       |